# Tajouj
Tajouj es una película romántica histórica sudanesa de 1977 dirigida por Gadalla Gubara. Es el primer largometraje de Sudán.

## Sinopsis
Una historia dramática sobre el infeliz amor de dos pretendientes por la misma mujer, ambientada en la zona rural del este de Sudán, y protagonizada por el famoso actor Salah ibn Albadya.

## Recepción
Está considerada como una de las mejores películas del cine africano.
Recibió reseñas positivas de la crítica. Ganó el Estatuto de Nefertiti, el premio cinematográfico más importante de Egipto en el Festival Internacional de Cine de El Cairo en 1982, y premios en festivales de cine en Alejandría, Uagadugú, Teherán, Addis Abeba, Berlín, Moscú, Cannes y Cartago.